# Alexandra Levinton Rosset
Alexandra Levinton Rosset, nata Aleksandra Osipovna Smirnova (in russo Александра Осиповна Смирнова?) (Odessa, 6 marzo 1809 – Parigi, 7 giugno 1882), è stata una nobildonna russa, damigella d'onore di Aleksandra Fëdorovna.

## Biografia
Era la figlia maggiore di Osip Ivanovič Rosset, un ufficiale dell'esercito imperiale russo, amico e lontano parente del duca di Richelieu, e di Nadežda Ivanovna Lorer, nipote di Nikolaj Ivanovič Lorer.
Suo padre proveniva da un'antica famiglia francese, era stato il comandante del porto di Odessa e morì durante la peste del 1814. Sua madre si risposò con Ivan Karlovič Arnoldi (1780-1850). L'educazione dei figli venne affidata alla nonna Ekaterina Evseevna Cicianova. In seguito i bambini studiarono a San Pietroburgo.
Alla fine degli studi, divenne damigella d'onore dell'imperatrice vedova Marija Fëdorovna, e dopo la sua morte, avvenuta nel 1828, dell'imperatrice Aleksandra Fëdorovna.
Nella sua casa conobbe Aleksandr Ivanovič Košelev, che si innamorò appassionatamente di lei e volle sposarla.

## Matrimonio
L'11 febbraio 1832 sposò Nikolaj Michajlovič Smirnov (1807-1870), un funzionario del Ministero degli affari esteri. Ebbero sei figli:
- un bimbo nato morto (1832)
- Aleksandra Nikolaevna (1834-1837);
- Ol'ga Nikolaevna (1834-1893);
- Sof'ja Nikolaevna (1836-1884), che sposò il principe Aleksandr Vasil'evič Trubeckoj (1813-1889).
- Nadežda Nikolaevna (1840-1899)
- Michail Nikolaevič (1847-1892), che sposò Elizaveta Michajlovna Tamamševa

Tra gli anni 1833-1837, si recò più volte all'estero per cure mediche. Visse a Berlino, Karlovy Vary e Mariánské Lázně. A quel tempo conobbe Nikolaj Dmitrijevič Kiselëv, con il quale ebbe una relazione.
Alla notizia della morte di Puškin, Smirnov fu catturato a Parigi, dove fu impiegato presso l'ambasciata russa. Dopo la morte di sua figlia, Alexandra lasciò Parigi e si trasferì a Firenze, poi a Düsseldorf e, infine, a Baden-Baden. La carriera del marito decollò e la famiglia ritornò a San Pietroburgo.
Negli anni 1842-1844 la famiglia si trasferì all'estero: a Roma e Nizza.

## Morte
Alexandra morì a Parigi e, secondo le sue volontà, venne sepolta a Mosca.

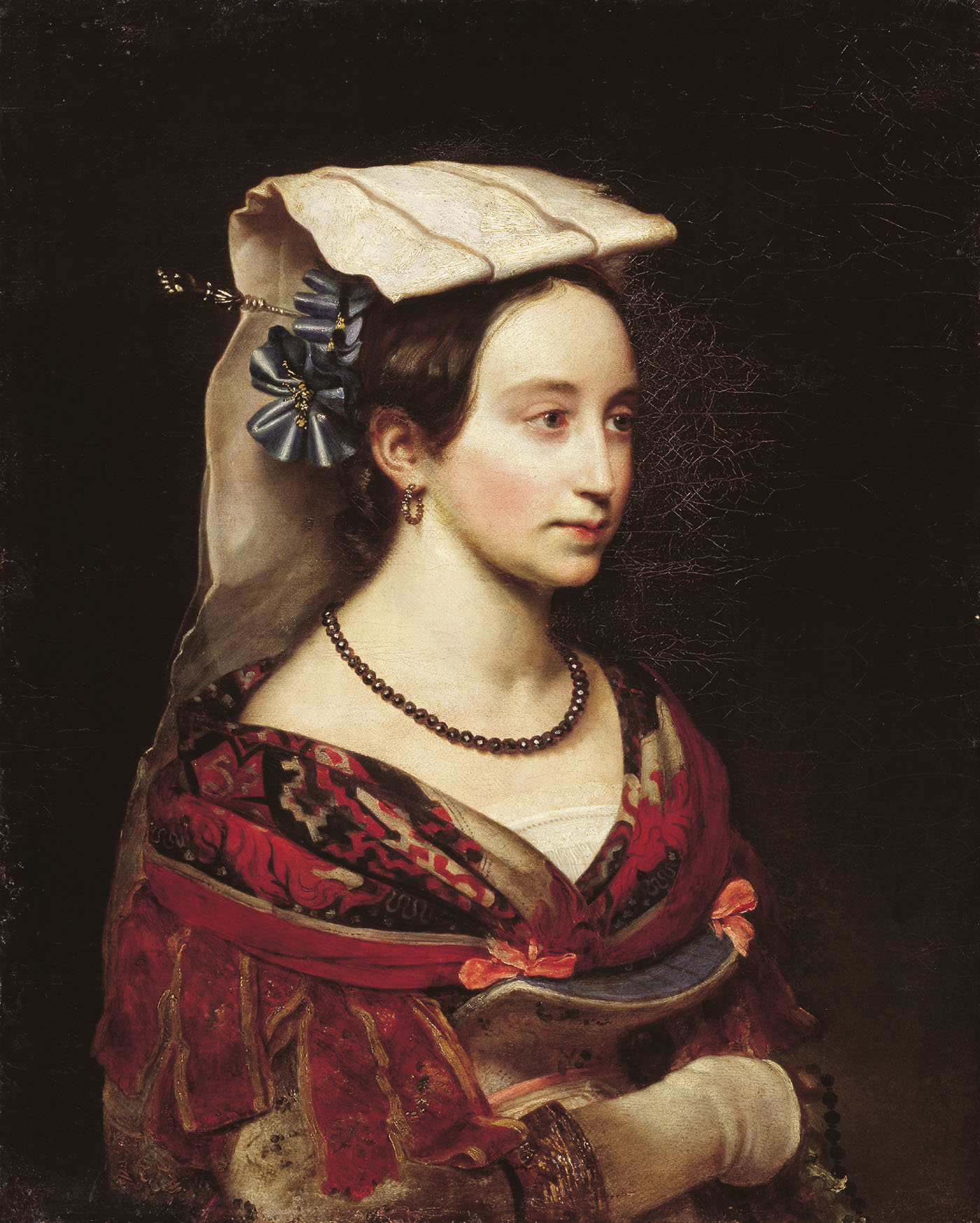
Ritratto di Alexandra Smirnova-Rosset, di Orest Adamovič Kiprenskij, 1830.
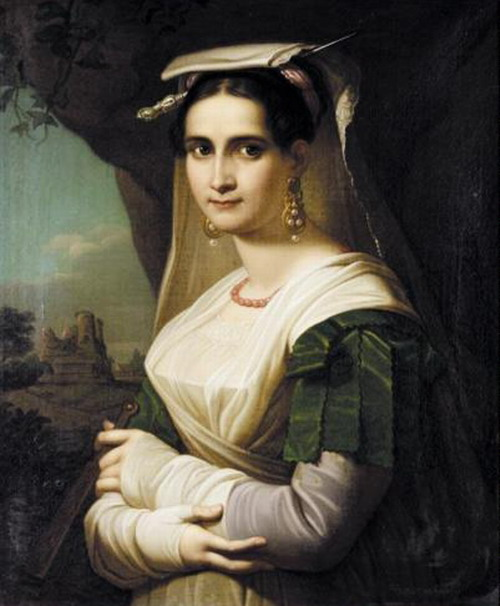
Ritratto di Alexandra Smirnova-Rosset, 1837.
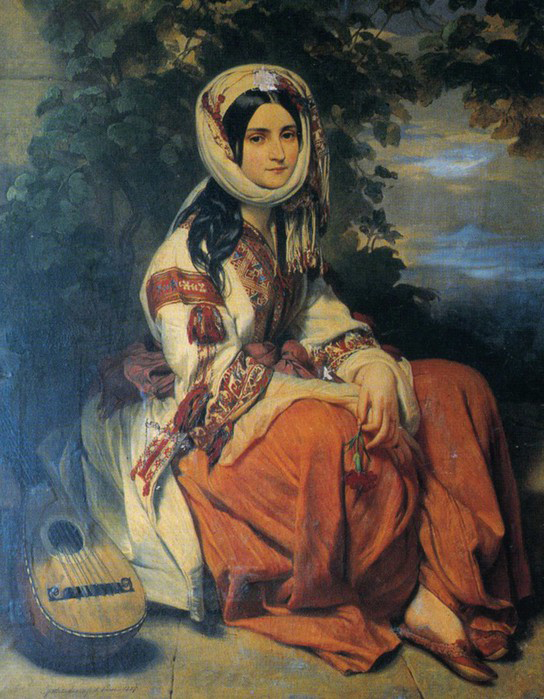
Ritratto di Alexandra Smirnova-Rosset, di Franz Xaver Winterhalter, 1837.
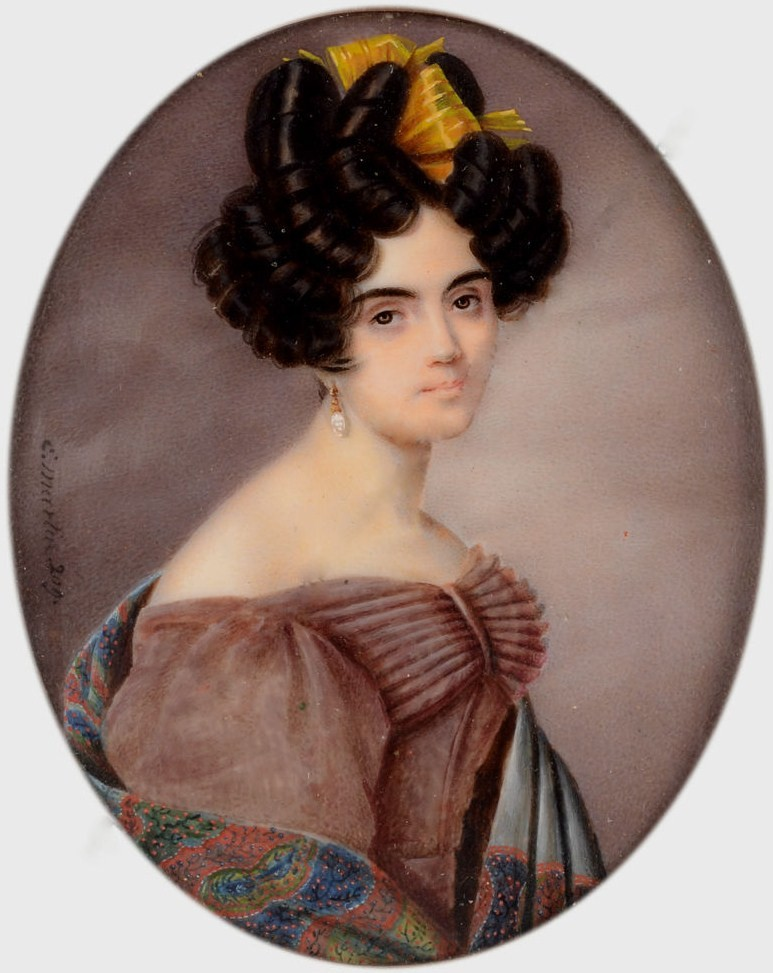
Alexandra Smirnova-Rosset (1809-1882), ritratto in miniatura su avorio, firmato e numerato a sinistra "E. Martin 209".